# Agustín Cohí Grau
Agustín Cohí Grau, también como Agustí Cohí, (Vendrell, 10 de junio del 1921 - 9 de marzo de 2012) fue un compositor y pedagogo musical español. 

## Biografía
Sus padres, Agustín Cohí Sangüesa, natural de Tortosa, y Josefina Grau Miró, de Albiñana, formaron en 1924 la Compañía Teatral Cohí-Grau (que se mantendría hasta el año 1948), cuando se incorporaron los hijos del matrimonio como actores y músicos (Agustín, ya de muy pequeño actuaba y tocaba el violín).
En este ambiente, Agustín Cohí comenzó a estudiar música, primero con su madre, Josefina Grau, y posteriormente con Pau Gomis, organista de San Salvador de Vendrell. En 1927 la familia se trasladó a Barcelona y Agustín se matriculó a la academia Capsir, donde estudió violín con Santiago Burgués. Con diez años ya cantaba como solista en el coro de niños del Orfeón Catalán, y con 13 empezó a estudiar música en la Conservatorio Municipal de Música de Barcelona, donde tuvo de maestros a Joaquim Salvat (solfeo), Eduard Toldrà (violín), y Joaquín Zamacois y Jaime Pahissa (armonía y composición). En 1936 su familia volvió a Vendrell y Agustín comenzó a tocar el órgano de la iglesia parroquial durante el verano. En 1939 se convirtió en maestro de capilla de la parroquia durante ocho meses. De vuelta en Barcelona, en 1944, Agustín Cohí se incorporó a la cobla Albert Martí como trombonista, y en el periodo 1948-1950 tocó en la cobla Pere Rovira, hasta que se trasladó a Madrid, donde hizo de director musical de revistas y zarzuelas. En la capital participó en un proyecto del Ministerio de Cultura de España que, durante diez años (1950-1960), lo llevó por todo el país, dirigiendo corales de alumnos de instituto con un refuerzo de orquesta sinfónica.
Cohí Grau dirigió diferentes agrupaciones corales e instrumentales: en Barcelona obtuvo en 1957 la dirección de la Orquesta Sinfónica Estrella, posición que mantuvo cuarenta años, hasta 1997, y compatibilizó este cargo con los de subdirector del Orfeón Gracienc (1962-1967) y director del Orfeón Canigó y Les Flors de Maig. Ejerció durante muchos años de profesor de música en el Instituto Balmes (1960-1973), en el colegio Sant Ignasi de Sarriá (1964-1986) y en las escuelas del Metro (1967-1983), y elaboró una pedagogía especial para divulgar y hacer estimar la música a los niños.
Como compositor fue autor de la ópera Nausica, de zarzuelas, como El timbaler del Bruc (basada en la leyenda del mismo nombre), cinco misas, varias avemarías, dieciséis obras sinfónicas para violonchelo y cobla, motetes y gozos, obras sinfónicas y corales. Compuso unas 80 sardanas e instrumentalizaciones, unas ochocientas danzas populares. En 1988 fue cofundador, y desde entonces presidente, de la Asociación Musical de Maestros Directores de Cataluña. En 2004 recibió la Cruz de Sant Jordi. El maestro Cohí creó la Beca Agustí Cohí Grau, que desde 2005 se otorga anualmente a un alumno de la Escuela de Música de Vendrell. Murió en marzo de 2012 y fue enterrado en el Cementerio de las Cortes (Barcelona).
El fondo personal de Agustín Cohí Grau se conserva en la Biblioteca de Cataluña.

## Obra
(selección)
- Advocació nova a Sant Salvador, con letra de Josep Maria Inglés
- Alegria, vals-jota
- Arrels vendrellenques (1986), balet
- Cadaqués, ballet (1992)
- El celler (1968), balet
- Cinc cançons catalanes per a violoncel i orquestra
- Cinc cançons nadalenques per a violoncel i orquestra
- Coixí blaníssim d'amor (1966), con letra de Teresa Aimeric Padrós
- Concert per a cobla i orquestra simfònica (2005)
- Concert per a saxo tenor i cobla, grabado en Obres simfòniques..., (también en version para saxofón y banda)
- Concert per a violí i cobla (1984), grabado en Obres simfòniques...
- Concert per a violoncel i cobla (2001), grabado en dos ocasiones, por la cobla Sant Jordi en Obres simfòniques... y por la Cobla Mediterrània y el violoncelista Nabí Cabestany (Violoncel & cobla Castellar del Vallès: Picap, 2001. Ref. 91018502)
- De profundis (1966), a 4 voces mixtas, con letra de Manuel Cortada
- En un bosc de Montserrat (1936), primera composición musical en solitario
- L'envelat, balet
- El Fill emigrant, poema simfònic, para cobla, grabado a Obres simfòniques...
- El follet enjogassat (1980), para orquestra
- Gronxant el bressol, cançó per a cant i piano (1960), con letra de Miquel Saperas
- Hem vist la gloria de Déu K. 11: temps de Nadal-Epifanía Nadal, missa de Mitjanit (1961), con letra de Jaume Planas
- Himne de l'Institut de Formació Professional del Vendrell (1984), con letra de Josep Maria Calaf
- Himne del centenari de l'excursionisme català (1977), con letra de Francesc Blancher
- Impromptu (1999), para contrabajo
- El mantón de Manila, pasodoble
- Me quiero casar contigo (1950), comedia musical
- Missa a Sant Josep (1939)
- Missa en honor a Santa Anna (1939), a tres voces
- Música a l'alba (1971), para coro a 4 voces mixtas con letra de Miquel Saperas
- Nausica (1961), ópera en tres actos con libreto de Lluís Gassó i Carbonell, estrenada en versión de oratorio en 1965
- Ocells de bosc, para flauta y orquesta
- Pan, amor y melodías, música para la escena
- La polka roja (1964), zarzuela con libreto de Van Leyva
- Pregària sense paraules, para violoncelo  y orquesta
- Roses primerenques (1936), primera obra, unos valses escritos en colaboración con su hermano Alfred
- Suite claveriana (1975), para banda
- Suite pastoril, obra libre para cobla
- El timbaler del Bruc, zarzuela con libreto de Pere Gili i Canet, grabado para la Coral Sant Jordi y la orquesta de la Academia del Gran Teatro del Liceo dirigida por Salvador Brotons en el CD del mismo título (Barcelona: Discmedi, 2009. Ref. DM-4648-02 Blau). Edición crítica: Casas, Joan, Joan (2009).  ed., ed. Agustí Cohí Grau: El timbaler del Bruc, sarsuela en tres actes. Música Hispana. Partituras. A. Música Lírica. Orquesta, 81. Madrid: Instituto Complutense de Ciencias Musicales.
- Tu ets avui el rei de la festa (2000), para coro a 4 voces mixtas, con letra de Miquel Bertran i Quera
- El Vendrell, ballet
- Xiula, xiulant: cançó nadalenca (1997), para coro a 4 voces mixtas, con letra de Ramon Capell

### Sardanas
- A l'Albert Martí, obligada de tenora
- A una terra, dansa bella (2003), grabada para la Cobla Cadaqués en el CD Homenatge de Catalunya al sardanisme dels anys 1940-1950 (Gerona: 44.1 Estudi de Gravació, 2003)
- Aire fresc de Masllorenç (2003), grabado en Les nostres...
- El Baix Penedès (2003), grabada en Les nostres...
- Buscant la llum (1952), para dos coblas
- Buscant un amor (1944), primera sardana
- Colla Edelweiss (1997), grabada para la cobla Els Montgrins en el CD Rubí, de vila a ciutat (Barcelona: Àudiovisuals de Sarrià, 1997. Ref. 25.1603)
- Els dansaires del Català (1958), en el 50 aniversario del Esbart Català de Dansaires
- Dansaires del Penedès (1971), grabada para la cobla Marinada en el CD Les sardanes de les colles (Barcelona: Àudiovisuals de Sarrià, 1996. Ref. 25.1568)
- Encamp (1990), obligada de fiscornio
- L'encís del flabiol, obligada
- Festes de Roda (1957), con el motivo de Quan el pare no té pa, grabada
- Maria Carme, grabada para la Cobla Albert Martí en disco «de piedra» (San Sebastián: Colúmbia, 1950. Ref. V-9392)
- El Montmell (1999), grabada en Les nostres...
- Nit de Nadal, con letra de Ramon Torres i Rossell, grabada por el Orfeó Gracienc en el CD Concert de Nadal (Barcelona: Divucsa, 1991. Ref. CD-5444 Perfil)
- Penedès (1947), grabada para la cobla La Principal de la Bisbal en el CD Dansaires del Penedès (Barcelona: Àudiovisuals de Sarrià, 1996. Ref. 25.1577)
- Poblet, grabada para la Cobla Albert Martí en disco «de piedra» (San Sebastián: Colúmbia, 1948. Ref. AG-13003)
- Records del Vendrell (1947)
- Sardanistes celonins (1990), grabada por la cobla La Principal del Llobregat en el CD Sardanes al Baix Montseny 2 (Barcelona. Àudiovisuals de Sarrià, 2002)
- Sóc del Vendrell (2002), compuesta con ocasión de la elección de la pubilla de Vendrell, para Cobla Mediterrània en el CD 13 sardanes d'autors vendrellencs (Sabadell: Picap, 2002)
- Sota l'om de Masarbonès (2006), enregistrada a Les nostres...
- Te la mereixes (1949), obligada de tible
- Revesses: Amb senzillesa, Enganyant amb alegria, Et torno a enganyar, però... (1948), La Farga enganyosa (1957), Feia temps que no t'enganyava (1952), El nyic-nyic enganyós, Sense nom, T'enganyaré mentres pugui (1949), T'enganyo (1947), Torna l'enganyós

## Grabaciones
(en CD) 
- Danses i entremesos de la Garrotxa (arreglos, instrumentación, adaptación), Cobla La Principal de la Bisbal (Barcelona: Àudiovisuals de Sarrià, 1993. Ref. 25.1530)
- Obres simfòniques per a cobla, Cobla Sant Jordi (Barcelona: Discmedi, 2001. Ref. DM-62402 Blau)
- Les nostres sardanes, Cobla Sant Jordi (Barcelona: Àudiovisuals de Sarrià, 2005. Ref. 25.1949)